# لئونارد تورنیسر
لئونارد تورنیسر (تولد ۲۲ ژوئیه ۱۵۳۱ در بازل - فوت: ۱۵۹۵ یا ۱۵۹۶ در کلن)؛ که با نام لئونارد تورنایسر زوم تورن نیز شناخته می‌شود. محقق، متالوژیست و پزشک معجزه‌آسا در دربار امرای انتخابگر جان جورج براندنبورگ بود.

## کارها
یکی از تأثیرگذارترین کتاب‌های او و در عین حال یکی از مهم‌ترین آثار او آرشیدوکسا است. کتابی بزرگ به شکل اسطرلاب با جداول سیارات. ادعا شده که اگر کسی به درستی از آن استفاده کند، قادر خواهد بود تا سرنوشت یا بلایای طبیعی خود را پیش‌بینی کند. طراحی گرافیک کتاب توسط جوست امان، چوب‌بر و تصویرگر انجام شده‌است. در چاپ دوم کتاب آمده‌است که:
آرشیدوکسا، حاوی حقایقی در مورد نحوه سیر، اسرار نفوذ، قدرت سیارات، ستارگان، جهش‌های کل فلک و درک اسطرلاب و همه دوایر اعم از شخصیت‌ها و نمادهاست.
او همچنین دایره المعارفی مشابه بروشور الکیمیا مگنا(Magna Alchymia) در سال ۱۵۸۳ نوشت که شامل فرهنگ لغت اصطلاحات مورد استفاده پاراسلسوس بود. این سند همچنین حاوی مجموعه ای از دانش کانی‌شناسی او بود.